# 1129 Неуйміна
1129 Неуйміна (1129 Neujmina) — астероїд головного поясу, відкритий 8 серпня 1929 року.
Тіссеранів параметр щодо Юпітера — 3,223.